# Vilma Reis
Vilma Maria dos Santos Reis (Salvador, 1969) é uma socióloga e ativista brasileira. Defensora dos direitos humanos, das mulheres, negros e LGBT. De 2015 a 2019, por dois mandatos, ocupou o cargo de Ouvidora-geral da Defensoria Pública do Estado da Bahia. Integra o conselho editorial do Brasil 247.

## Política
Em dezembro de 2019, anunciou sua pré-candidatura à prefeitura de Salvador pelo Partido dos Trabalhadores, que evidenciou a importância das candidaturas de mulheres negras. Entretanto, a candidata escolhida pelo partido foi Denice Santiago, que foi escolhida no lugar de Vilma e do ex-ministro Juca Ferreira, para a eleição municipal de 2020.
Em 2022, nas eleições gerais, candidatou-se à Deputada Federal da Bahia, recebeu 60.949 votos e ficou como suplente.